# Saunders-Roe

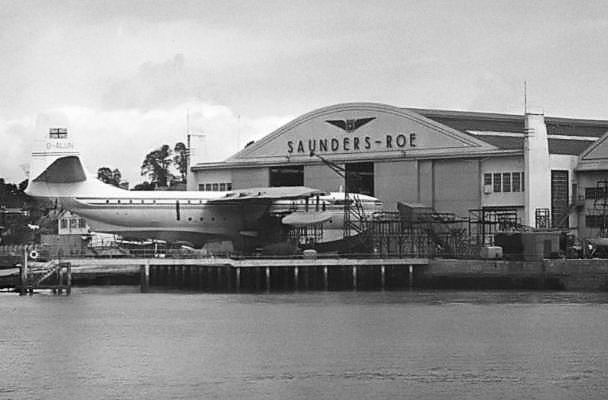
Saunders-Roe-Werk in East Cowes (Isle of Wight) mit SR.45 Princess

Saunders-Roe Limited war ein britisches Flugzeug-, Boots- und Karosseriebauunternehmen mit Sitz in East Cowes, Isle of Wight. Bekannt wurde es als Hersteller von Flugbooten und Luftkissenfahrzeugen sowie Omnibussen. Das südlich des Fähanlegers liegende Areal wird heute durch die GKN Aerospace genutzt.

## Geschichte
In den 1870er Jahren gründete Sam Saunders das Bootsbauunternehmen S. E. Saunders, das 1901 von der Themse auf die Isle of Wight verlegt wurde. 1909 nahm Saunders die Flugzeugherstellung auf, wobei überwiegend Flugboote und Wasserflugzeuge gebaut wurden. 1928 erwarben der Gründer von Avro, Alliott Verdon Roe, und John Lord die Mehrheit am Unternehmen und nannten es 1929 in Saunders-Roe Ltd. um.
Saunders-Roe, kurz SARO, konzentrierte sich auf die Herstellung von Flugbooten. Vom erfolgreichsten Modell, der Saro London, wurden 31 Exemplare gebaut. Daneben stellte Saro den Rumpf der Blackburn Bluebird her. Im Zweiten Weltkrieg kam die Endmontage der Supermarine Walrus und der Supermarine Sea Otter dazu. Der letzte ausgeführte Flugbootsentwurf war die Princess von 1952. 1954 arbeitet man an Untersuchungen für ein atomar angetriebenes Flugboot mit einem Startgewicht von 250 Tonnen. Mit dem Experimentalflugzeug SR.53 von 1957 endete die Produktion von Starrflügelflugzeugen.
In den späten 1940er Jahren begann in der nordwalisischen Fabrik in Beaumaris auf der Insel Anglesey der Bau von Karosserien für Omnibusse. Nachdem der Nutzfahrzeug-Hersteller AEC den Konkurrenten Crossley Motors übernommen hatte, konnte Saunders Roe Konstruktionspersonal von Crossley übernehmen. Daher wurden nun verstärkt Omnibusse gebaut.
1951 erwarb Saunders-Roe die Rechte an einem Hubschrauberentwurf des englischen Herstellers Cierva Autogiro, aus dem die Skeeter entwickelt wurde. 1959 stellte Saro das Luftkissenfahrzeug Saunders-Roe Nautical 1 vor, das im Auftrag der National Research and Development Corporation entworfen worden war. Im selben Zuge wurde auch der Weltrekord für die erste offizielle Luftkissenboot-Fahrt gebrochen. Diese fand am 11. Juni 1959 mit der 4 Tonnen schweren SR-N1 in Cowes statt.
Noch im selben Jahr ging die Hubschrauber- und Luftkissenfahrzeugsparte in den Besitz von Westland Aircraft über, das die Skeeter zur Westland Scout und zur Wasp weiterentwickelte. 1964 wurde die Herstellung der Luftkissenfahrzeuge von Westland und Vickers in der British Hovercraft Corporation vereinigt. Das neue Unternehmen kam 1985 in den alleinigen Besitz von Westland, erhielt den neuen Namen Westland Aerospace und konzentrierte sich auf Zulieferaufträge für die Flugzeugindustrie.

## Produkte

### Flugboote
- Kittiwake
- A.3 Valkerie
- A.4 Medina
- A.10
- A.7 Severn
- A.17 Cutty Sark
- A.19 Cloud
- A.21 Windhover
- A.27 London
- A.29 Cloud Monospar
- A.33
- A.36 Lerwick
- A.37 Shrimp
- SR.A/1
- SR.45 Princess

### Raketenflugzeuge
- SR.53
- SR.177 (wegen der Konkurrenz durch die Lockheed F-104 nicht verwirklicht)

### Sonstige Flugzeuge
- A22 Segrave Meteor
- A24M Spartan Cruiser
- A24 Mailplane

### Hubschrauber
- Skeeter
- P.531

### Luftkissenfahrzeuge

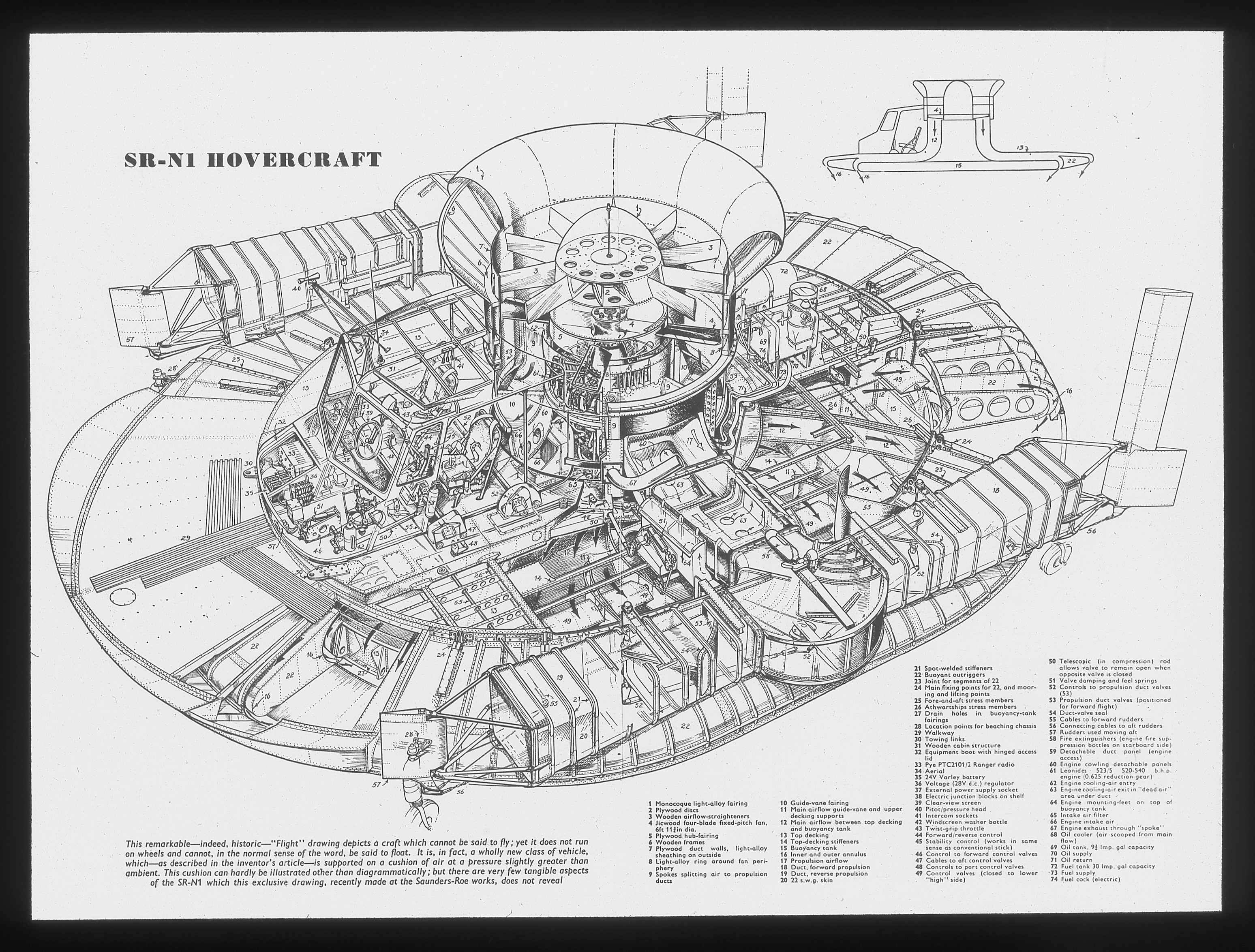
Querschnittszeichnung des Luftkissenfahrzeugs Saunders-Roe SR-N1

- SR-N1
- SR-N2
- SR-N3
- SR-N4
- SR-N5
- SR-N6

### Raumfahrt
- Black Knight
- Black Arrow

### Boote
Tragflächenboote
- R-103

Schnellboote
- „Dark“-Klasse der Royal Navy

Rettungsboote
- Rettungsboote an Bord der Avro 696 Shackleton

### Straßenfahrzeuge
- Omnibus-Karosserien auf Busfahrgestellen von Leyland (Leopard, Tiger Cub, Royal Tiger), AEC und Daimler (Daimler Freeline)